# Shorea brunnescens
Shorea brunnescens är en tvåhjärtbladig växtart som beskrevs av Peter Shaw Ashton. Shorea brunnescens ingår i släktet Shorea och familjen Dipterocarpaceae. Inga underarter finns listade i Catalogue of Life.